# Lauda Europe
Lauda Europe Limited — мальтійська бюджетна авіакомпанія, яка є частиною материнської компанії Ryanair. Авіакомпанія пропонує рейси з «мокрим» лізингом для Ryanair і чартерні послуги.

## Історія
Сама Lauda Europe є спадкоємцем неіснуючого австрійського перевізника Lauda. У 2020 році Ryanair Holdings закрила свій австрійський підрозділ на користь своєї новоствореної мальтійської дочірньої компанії Lauda Europe і передала весь флот Lauda з 29 Airbus A320 до Lauda Europe. Персонал Lauda почав працювати в Lauda Europe.
У травні 2021 року генеральний директор Ryanair Group Майкл О'Лірі оголосив, що Lauda може перейти до парку Boeing 737. У четвер, 13 липня 2022 року, О'Лірі оголосив, що Ryanair продовжить оренду Airbus A320 Lauda Europe до 2028 року. 

## Флот

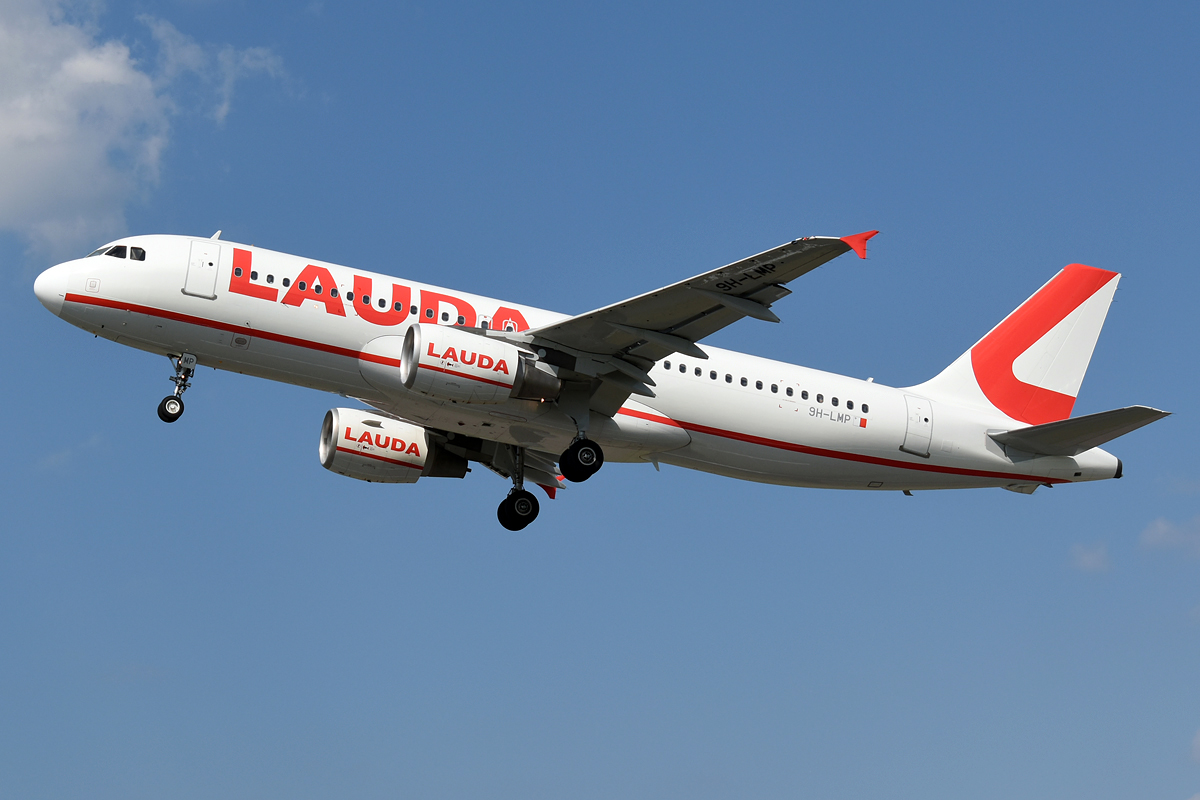
Lauda Europe Airbus A320-200 злітає в аеропорту Таллінна у 2021 році

Станом на червень 2021 року флот Lauda Europe складається з таких літаків:
| Літак           | В обслуговуванні | Замовлення | Пасажири | Примітки |
| --------------- | ---------------- | ---------- | -------- | -------- |
| Airbus A320-200 | 29               | —          | 180      |          |
| Всього          | 29               |            |          |          |